# Bockenheim (Schiff, 1924)
Die Bockenheim war ein Frachtschiff, das die Bremer Unterweser Reederei (URAG) von 1932 bis 1940 nutzte. Das 1924 erbaute Schiff fuhr kurzzeitig als Anboto-Mendi unter spanischer Flagge, noch 1924 als Kieldrecht unter niederländischer Flagge, bis sie 1932 an die URAG verkauft wurde. Während des deutschen Überfalls auf Norwegen im April 1940 versenkte die Besatzung das Schiff in Narvik beim Herannahen von Kriegsschiffen.

## Bau und technische Daten
Das Schiff wurde in Großbritannien auf der Werft John Readhead and Sons in South Shields im Nordosten Englands unter der Bau-Nummer 475 auf Kiel gelegt. Der Stapellauf fand am 17. Mai 1924 unter dem Namen Anboto-Mendi statt, der Abschluss der Arbeiten und die Ablieferung an die spanische Reederei Sota y Aznar erfolgte im Juni 1924.
Ihre Länge betrug 123,08 Meter über alles, sie war 16,33 Meter breit und wies einen Tiefgang von 8,00 Metern auf. Sie verdrängte 10150 Tonnen, war mit 4902 BRT bzw. 2987 NRT vermessen und hatte eine Tragfähigkeit von 8756 tdw. Der Antrieb bestand aus einer 3-Zylinder-Dreifach-Dampfmaschine von G. Clark Ltd. aus Sunderland, deren Leistung mit 1500 PS, aber auch mit 2200 PS angegeben wird. Diese wirkte auf eine Schraube, der Dampfer erreichte eine Geschwindigkeit von 12 Knoten. Die Besatzung bestand aus 31 Offizieren und Mannschaften.

## Geschichte

### Spanisches FrachtschiffAnboto-Mendi
Mit der Übernahme durch die Reederei Sota y Aznar aus Bilbao im Juni 1924 war dies das zweite Schiff dieses Namens. „Anboto-Mendi“ ist der baskische Name des Berges Amboto im spanischen Baskenland.
Die 1906 gegründete Reederei setzte ihre Schiffe zu diesem Zeitpunkt vor allem in der Küstenschifffahrt ein. Nur wenige Monate war die Anboto-Mendi im Besitz der Reederei – bereits im Dezember 1924 verkaufte sie den Dampfer in die Niederlande. Welche Routen das Schiff in dieser kurzen Zeit befuhr, ist nicht mehr nachvollziehbar, auch nicht der Grund für den Verkauf noch im Jahr des Erwerbs.

### Niederländischer DampferKieldrecht
Nach dem Kauf im Dezember 1924 erhielt das Schiff vom neuen Eigentümer, der Reederei Stoomvaart Maatschappij „De Maas“ (Van Ommeren) aus Rotterdam, den Namen Kieldrecht und wurde am 18. Dezember 1924 in Dienst gestellt. Dort war es das dritte Schiff mit diesem Namen. Die Schiffe der Reederei waren alle nach niederländischen und flämischen Dörfern und Städten benannt, deren Name mit „Drecht“ endet – daher auch die Bezeichnung „Drecht“-Schiffe. Die Kieldrecht selbst war nach dem Dorf der belgischen Gemeinde Beveren in der Provinz Ostflandern benannt.
Auch für die Kieldrecht liegen zu wenige Informationen vor, um die Wege des Schiffes genauer zurückzuverfolgen. Da die Flotte der Reederei damals weltweit unterwegs war – etwa in Nord- und Ostsee, nach Kuba, Indien wie Niederländisch-Indien – gestaltet sich die Eingrenzung der Routen dieses Schiffes auf Basis eines Schwerpunktes schwierig. 1930 wurde das Schiff aufgelegt. Nach acht Jahren endet der Dienst des Schiffes in der Reederei – sie verkaufte es im Mai 1932 nach Bremen.

### FrachtschiffBockenheimder Unterweser Reederei
Nach dem Kauf im Mai 1932 stieß das Schiff am 2. Juni zur Unterweser Reederei AG (URAG) in Bremen und erhielt den Namen Bockenheim, einem Stadtteil von Frankfurt am Main. In Frankfurt befand sich der Sitz der Muttergesellschaft, der Metallgesellschaft. Bei der URAG war dies bereits das dritte Schiff gleichen Namens. Die Namensvorgängerin war im Mai des Jahres als Naias nach Griechenland verkauft worden und wurde 1933 in Italien abgewrackt. Die neue Bockenheim war nicht nur elf Jahre jünger, sondern hatte auch eine um etwa 1000 Tonnen größere Ladekapazität.
Zunächst schickte die Reederei das Schiff in die Werft: Bei der Germaniawerft in Kiel wurde die Feuerung der Maschine von Kohle auf Öl umgestellt. Die Fahrten des Dampfers führten in die europäischen Häfen, vor allem aber für den Erztransport der Muttergesellschaft nach Narvik in Norwegen, um dort schwedisches Erz zu laden.
Direkt vor Kriegsausbruch hatte die Bockenheim am 26. August 1939 Narvik mit Bestimmungshafen Rotterdam verlassen. Mit Kriegsausbruch verließ sie ihren Kurs und lief am 2. September in Bremen ein. Am 9. April 1940 lag das Schiff wieder in Narvik und wartete dort auf die Beladung mit Erz. Als deutsche Zerstörer im Rahmen des Unternehmens Weserübung, des deutschen Überfalls auf Dänemark und Norwegen, in Narvik einliefen und das Schiff beschossen, hielt der Kapitän der Bockenheim sie für britische Kriegsschiffe. In Unkenntnis der Lage gab er der Besatzung den Befehl, das Schiff durch Öffnen der Seeventile auf Grund und zusätzlich in Brand zu setzen. Die Reste des Wracks lagen zumindest bis 1995 noch dort.